# Cistothorus palustris
El cucarachero pantanero (Cistothorus palustris) es una especie de ave paseriforme de la familia de los trogloditas (Troglodytidae) originaria de América del Norte.

## Descripción
Los adultos tienen las partes superiores de color marrón con el vientre y los flancos de color marrón claro, la garganta y el pecho son blancos. La parte posterior es de color negro con rayas blancas. Tienen un gorro oscuro con una línea blanca sobre los ojos y un pico corto y delgado.
El canto del macho es un gorjeo fuerte usado para declarar la propiedad de su territorio; los machos occidentales tienen un repertorio más variado.

## Hábitat y distribución
Su hábitat de reproducción son las marismas con vegetación alta como la totora en América del Norte. Al oeste de Estados Unidos, algunas de estas aves son residentes permanentes. Otras aves migran a pantanos y marismas en el sur de Estados Unidos y México.

## Alimentación
Estas aves se alimentan activamente en la vegetación. A veces vuelan para atrapar insectos en vuelo. Consumen principalmente insectos, pero también arañas y caracoles.

## Comportamiento
El nido es una masa ovalada unida a la vegetación del pantano, entrando por un costado. Normalmente ponen de 4 a 6 huevos, aunque el número puede variar de 3 a 10. El macho construye nidos de muchos que no utilice en su territorio; pudiendo perforar los huevos de otras aves anidados cerca.
Esta ave es todavía común, aunque sus números han disminuido con la pérdida de hábitat de humedales apropiados. El drenaje masivo de los pantanos dará lugar a la extinción local. Sin embargo, esta especie es bastante amplia que no califican como amenazadas según la UICN.